# Gonomyia lucidula
Gonomyia lucidula là một loài ruồi trong họ Limoniidae. Chúng phân bố ở miền Cổ bắc.